# Failure
I Failure sono un gruppo musicale rock alternativo statunitense formatosi nel 1990 a Los Angeles, California.
Il gruppo ha raggiunto la popolarità nella prima parte degli anni novanta grazie al suo stile molto personale, che mescolava pesanti sonorità heavy metal, melodie sperimentali e pop. Fu anche una delle poche band rock all'inizio degli anni novanta ad affiancare i classici elementi del grunge a generi diversi e più elaborati come lo space rock (del quale adottarono anche l'iconografia) e il metal, gettando le basi per quello che sarebbe diventato il post-grunge negli anni successivi.
Dopo essersi sciolta nel novembre del 1997, la formazione è ritornata in piena attività nel 2014.

## Storia

### Primo periodo di attività e lo scioglimento (1990-1997)
I Failure nascono nel 1990 su iniziativa del frontman Ken Andrews con l'intenzione di sviluppare alcuni suoi demo registrati su cassetta insieme al batterista Robert Gauss. Una volta assoldato in formazione il bassista Greg Edwards il trio ha iniziato ad esibirsi per i club di Los Angeles fino a firmare nel 1992 un contratto con la Slash Records.
Nell'estate dello stesso anno il gruppo si trovò presso i Pachyderm Studios nel Minnesota per la registrazione dell'album di debutto Comfort, dietro la direzione tecnica di Steve Albini. Pubblicato nel settembre 1992, questo ha visto l'abbandono della formazione di Gauss al termine della relativa tournée.
L'approccio in presa diretta di Albini non convinse a pieno Andrews e Edwards che decisero di vestire il ruolo di produttori per il successivo Magnified, pubblicato nel 1994. Edwards registrò personalmente alcune delle parti di batteria fino all'inserimento in formazione del batterista Kellii Scott. Questa prima esperienza di produzione da parte delle due menti creative del gruppo segnò un cambio di rotta rispetto al debutto Comfort verso una maggiore ricercatezza da un punto di vista sonoro e di arrangiamenti. Per la promozione di Magnified venne realizzato un video musicale per il brano Undone e il gruppo presenziò in qualità di artista di apertura per la tournée dei Tool.
Durante il 1995, per una durata di circa sette mesi, il gruppo affittò una villa di proprietà di Lita Ford a Sunland-Tujunga insieme alla strumentazione tecnica necessaria con la volontà di realizzare un terzo album. A seguito di un processo creativo che mise a dura prova i rapporti tra i membri del gruppo, principalmente per via di dissidi creativi e per via dell'abuso di sostanze stupefacenti, nel 1996 venne pubblicato l'ambizioso concept album Fantastic Planet. La pubblicazione avvene oltre un anno dopo il termine della produzione per via dell'acquisizione della Slash Records da parte della London Records, occasione che vide l'etichetta scaricare tutti i suoi obblighi nei confronti del gruppo. Warner Records ne acquisì i diritti sforzandosi anche di promuovere il disco con dei singoli come Stuck on You, per il quale venne realizzato un video musicale, tuttavia ottenendo risultati di vendita deludenti.
Il 19 novembre 1997 tramite una lettera aperta ai fan, i Failure dichiararono lo scioglimento a seguito del termine del rapporto tra Andrews ed Edwards.

### Reunion (2014-presente)
Il trio nella sua formazione classica è tornato sulle scene nel 2013, accompagnando i Tool nel loro tour del 2014, dopo un concerto all'El Rey Theatre di Los Angeles andato tutto esaurito nell'arco di cinque minuti. Successivamente, il gruppo si è imbarcato nell'estate 2014 nel Tree of Stars Tour durante il quale è stato distribuito l'EP Tree of Stars, prima pubblicazione in diciotto anni.
Il 30 giugno 2015 è stata la volta della pubblicazione di The Heart Is a Monster quarto album del trio finanziato tramite crowdfunding e che vede in parte una riproposizione delle sonorità di Fantastic Planet. Nel 2018 il gruppo ha pubblicato il quinto album In the Future Your Body Will Be the Furthest Thing from Your Mind suddiviso in quattro EP pubblicati durante l'anno. Nel dicembre 2021 è stato presentato il sesto lavoro in studio Wild Type Droid, seguito da un'estesa tournée immortalata nel film concerto We Are Hallucinations, diffuso nel 2023.

## Formazione
- Ken Andrews – voce, chitarra, basso, programmazione (1990-1997, 2014-presente)
- Greg Edwards – voce, basso, chitarra, tastiera (1990-1997, 2014-presente)
- Kellii Scott – batteria, percussioni (1994-1997, 2014-presente)

### Ex componenti
- Robert Gauss – batteria, percussioni (1992-1993)

### Ex turnisti
- Troy Van Leeuwen – chitarra (1996-1997)

## Discografia

### Album in studio
- 1992 – Comfort
- 1994 – Magnified
- 1996 – Fantastic Planet
- 2015 – The Heart Is a Monster
- 2018 – In the Future Your Body Will Be the Furthest Thing from Your Mind
- 2021 – Wild Type Droid

### Album dal vivo
- 2016 – Fantastic Planet Live
- 2024 – Cinquanta (con A Perfect Circle e Puscifer)

### Raccolte
- 2004 – Golden
- 2006 – Essentials
- 2020 – 1992-1996

### EP
- 2014 – Tree of Stars
- 2018 – In the Future
- 2018 – Your Body Will Be
- 2018 – The Furthest Thing
- 2018 – From Your Mind

### Singoli
- 1991 – Count My Eyes/Comfort
- 1991 – Pro-Catastrophe/Dipped in Anger
- 2014 – Solaris 2014/Shrine
- 2014 – Come Crashing
- 2014 – The Focus
- 2015 – Hot Traveler
- 2020 – Enjoy the Silence 2020
- 2021 – Headstand
- 2021 – Submarines
- 2022 – Waiting Room

## Videografia

### Album video
- 2023 – We Are Hallucinations